# Маріан Чалфа
Маріан Чалфа (7 травня 1946, Требішов) — словацький політик і юрист, міністр та віце-прем'єр-міністр, а в 1989—1990 роках прем'єр-міністр Чехословаччини.

## Життєпис
Народився 7 травня 1946 року в місті Требішов. У 1964 році вступив до Комуністичної партії Чехословаччини. У 1970 році закінчив юридичний факультет Карлового університету в Празі.
З 1970 року почав працювати в чехословацькому інформаційному агентстві. У 1972 році був працевлаштований в уряді Чехословаччини, де, серед інших він керував законодавчим департаментом, а в 1987—1988 роках був заступником голови цієї канцелярії. У квітні 1988 року прем'єр-міністр Любомір Штругал призначив його міністром без портфеля, який він обіймав до грудня 1989 р. З квітня 1988 р. він також був головою законодавчої ради.
Під час оксамитової революції, розпочатої в листопаді 1989 року, він активно брав участь у переговорах між комуністичною владою та опозицією. 3 грудня він став першим віце-прем'єр-міністром в кабінеті Ладіслава Адамека, а 7 грудня він став в.о. Прем'єр-міністра. 10 грудня 1989 року він обійняв посаду прем'єр-міністра уряду національної угоди. Цю посаду він обіймав до 2 липня 1992 року, з 27 червня 1990 року в складі другого кабінету. З 10 по 29 грудня 1989 року він тимчасово виконував обов'язки глави держави. У січні 1990 року він залишив Чехословацьку компартію та вступив до Товариства проти насильства (ТПН). Він успішно балотувався на виборах у червні 1990 року до однієї з палат Федеральних зборів. З 1991 року він був заступником голови Громадянського демократичного союзу (ГДС-ТПН), утвореного в результаті розколу в ТПН.
Після поразки на виборах у 1992 році він пішов з політики. Він оселився в Чехії, в 1993 році прийнявши громадянство цієї країни. Навіть як прем'єр-міністр він тісно співпрацював з Вацлавом Гавелом, після відставки з посади він був його неофіційним радником. Він зайнявся юридичною практикою в Празі, займався консультаційною діяльністю, а також активно працював у банківському секторі. Він також був призначений до ради директорів Празька енергетика.